# Universitätsbibliothek der Universität für angewandte Kunst Wien
Die Universitätsbibliothek der Universität für angewandte Kunst Wien ist das Informationszentrum der Universität und eine ihrer Serviceeinrichtungen. Sie ist öffentlich zugänglich. Ihre Angebote und Services orientieren sich an den Zielen und Studienangeboten der Universität.
Die Bibliothek ist Mitglied des Österreichischen Bibliothekenverbundes, der Arbeitsgemeinschaft der Kunst- und Museumsbibliotheken (AKMB) sowie der Medienarchive Austria. Sie beteiligt sich an der Elektronischen Zeitschriftenbibliothek (EZB) und am Datenbank-Infosystem (DBIS).

## Benützung und Bestand
Die Bestände der Bibliothek sind zum überwiegenden Teil entlehnbar. Die Bibliothek nimmt am nationalen und internationalen Fernleihe-Verkehr teil. Der Print-Bestand der Bibliothek umfasst circa 157.000 Monografien und 380 laufend gehaltene Zeitschriften (Stand Ende 2022).
Ca. 30.000 Bücher sind in Form einer Freihandaufstellung nach der Regensburger Verbundklassifikation thematisch aufgestellt und direkt verfügbar. Der Rest des Bestandes muss als Magazinsaufstellung über das Bibliothekspersonal angefordert werden.
Sammelschwerpunkte
- Kunst, Architektur und Design der Gegenwart
- Neue Formen der Kunst
- Ausstellungskataloge aller wichtigen Museen, Galerien, Kunsthallen, weltweit
- Kunst-, Design- und Architekturtheorie, insbesondere aus dem angloamerikanischen Raum
- Kunstzeitschriften, Architektur- und Designzeitschriften, Foto-, Mode-, Grafik-, Multimedia-Zeitschriften
- Künstler- und Künstlerinnen-Videos

Sondersammlungen
- Künstlerbücher
- Frauenspezifische Literatur
- Surrealismus-Quellenliteratur
- Japanische Holzschnittbücher
- Vorlageblätter
- Teilnachlass Clemens Holzmeister
- Ingeborg Strobl Drucksortenarchiv

Mediathek
Die Mediathek umfasst rund 13.000 analoge audiovisuelle Medien (Künstlervideos, Spiel- und Dokumentarfilme), eine Künstlerschallplatten-Sammlung und historische Fotografien. In Kooperation mit der Ursula-Blickle-Stiftung und dem 21er Haus der Österreichischen Galerie Belvedere stellt die Bibliothek ihre Künstlervideos auch im Ursula Blickle Video Archiv zur Verfügung, das den Zugriff auf rund 3.000 Künstlervideos ermöglicht.
Elektronische Services
Der Gesamtbestand der Bibliothek, der neben Print- und AV-Medien elektronische Zeitschriften und E-Books umfasst, ist über supA (Suchportal Angewandte) recherchierbar. Zur weiterführenden Literatursuche sind auch die von der Bibliothek lizenzierten Datenbanken und Streaming-Dienste in supA [Suchportal Angewandte] integriert.
Im Rahmen des Projekts „d_lia - Digital Library Angewandte“ wurden ausgewählte Videoproduktionen von Lehrenden, Studierenden und Absolventen der Universität für angewandte Kunst Wien, welche in analogen Videoformaten vorliegen, digitalisiert und für die digitale Langzeitarchivierung aufbereitet.

## Geschichte
Die Universität für angewandte Kunst Wien wurde 1867 als „Kunstgewerbeschule des k.k. Österreichischen Museum für Kunst und Industrie“ gegründet und bezog 1877 ein eigenes, von Heinrich von Ferstel geplantes Gebäude an der Wiener Ringstraße.
Die Kunstgewerbeschule verfügte von ihrer Gründung bis zur administrativen Trennung von Schule und Museum im Jahre 1900 über keine eigene Bibliothek. Die im Museum bestehende Bibliothek wurde auch für den Lehrbetrieb genutzt. Erst 1906 werden in den Akten eine „allgemeine Schulbibliothek“ und ein Bibliothekar erwähnt, 1913 erschien ein systematischer Katalog in gedruckter Form mit rund 1500 Inventarnummern. Bis 1934 wurde die Bibliothek großteils von Lehr- und Verwaltungspersonal geleitet. Mit der Bestellung von Eleonore Nischer-Falkenhof, 1934 bis 1972 Leiterin der Bibliothek, konnten eine bibliothekarisch sachgemäße Verwaltung und ein kontinuierlicher Bestandsaufbau begonnen werden. 1967 übersiedelte die Bibliothek in das von Karl Schwanzer geplante neue Gebäude der Universität. 2018 erfolgte die Übersiedlung an den aktuellen Standort im Dachgeschoß des durch Riepl Kaufmann Bammer neu gestalteten Zollamtgebäudes in der Vorderen Zollamtsstraße 7.
Bibliotheksdirektorinnen: Rosa-Maria-Steinbauer (1973–1991), Isabella Stift (1992 interimistisch), Gabriele Jurjevec-Koller (1993–2017), seit 2017 Sybille Hentze.
Zwischen 1900 und 1970 war die Bibliothek eine Organisationseinheit der Kunstgewerbeschule bzw. Akademie für angewandte Kunst. Mit dem Inkrafttreten des Kunsthochschulorganisationsgesetzes 1970 wurde sie unmittelbar dem Bundesministerium für Unterricht (später Bundesministerium für Wissenschaft und Verkehr) zugeteilt. Ab 1978 führte sie den Titel „Hochschulbibliothek der Hochschule für angewandte Kunst in Wien“. Mit dem Bundesgesetz über die Organisation der Universitäten der Künste 1998 wurde die Bibliothek wieder Organisationseinheit der Universität und trägt seither den Titel „Universitätsbibliothek der Universität für angewandte Kunst Wien“.

## Veranstaltungen
2000 fand die Gesprächs- und Vortragsreihe „Künstlerbücher : zwischen Werk und Statement“ statt, die Gesprächsreihe „Secret Passion: Künstler und ihre Musik-Leidenschaften“ behandelte musikalische Vorlieben von Kreativen, die anderen Bereichen als der Musik tätig waren und sind.
Seit 2019 finden unter dem Titel „Third Place“ in unregelmäßigen Abständen Veranstaltungen rund um das Thema Buch in einem offenen Format statt. 2020 hostete die Universitätsbibliothek die erste Editionale Wien, eine Messe für Künstlerbücher, Editionen und Buchobjekte.